# Puente Maurício Joppert

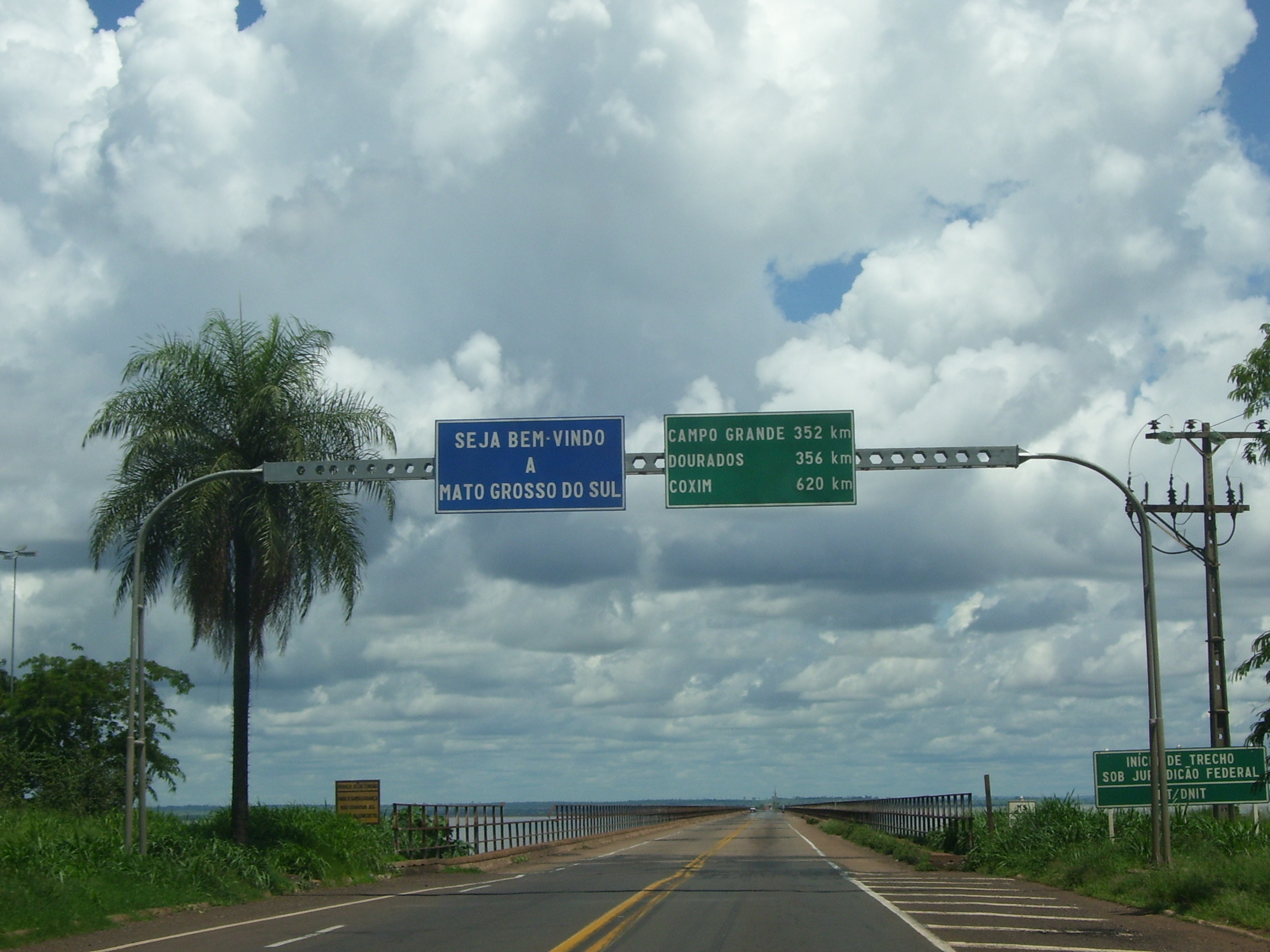
Puente Mauricio Joppert.

El Puente Maurício Joppert es un puente carretero sobre el río Paraná, entre los estados brasileños de Sao Paulo y Mato Grosso do Sul. Construido en hormigón protendido e inaugurado en 1964, tiene 2550 metros de extensión, por lo que fue el puente más largo del Brasil hasta la inauguración del puente Río-Niterói.
Actualmente el puente se conecta con Mato Grosso do Sul a través de un terraplén de cerca de 10 km de largo, construido para elevar la carretera consecuencia del aumento del nivel del río por la presencia de la represa de Porto Primavera aguas abajo.
Del lado de Mato Grosso do Sul esta el municipio de Bataguassu, de donde continua la ruta BR-267, y del lado paulista está el municipio de Presidente Epitácio, desde donde culmina la autovía Raposo Tavares.
- Datos: Q9064358